# Rosa Guy
Pour les articles homonymes, voir Guy.
Rosa Cuthbert Guy, née le 1er septembre 1922 à Trinidad et morte le 3 juin 2012, est une écrivaine américaine, qui grandit dans la métropole de New York. Elle est connue pour son militantisme et ses ouvrages de fiction pour la littérature jeunesse. Ceux-ci sont inspirés de ses propres expériences et traitent des thèmes du choix personnel, des conflits familiaux, de la pauvreté, de la sexualité, de la vie quotidienne, dans une métropole américaine et aux Caraïbes.

## Biographie
Rosa Cuthbert naît le 1er septembre 1922 à Diego Martin, sur l'île caribéenne de Trinidad. Elle et sa sœur cadette Ameze sont confiées à des membres de la famille, tandis que leurs parents Audrey et Henry Cuthbert émigrent en 1927 aux États-Unis. Les enfants ne rejoignent leurs parents à Harlem, à New York, qu'en 1932. L'année suivante, leur mère tombe malade et Rosa et sa sœur sont envoyées à Brooklyn pour vivre avec un cousin. Ce dernier est un supporter du nationaliste noir Marcus Garvey et Rosa Guy commence à se positionner comme une africaniste en lutte contre le colonialisme. Après la mort de leur mère en 1934, les deux filles retournent à Harlem pour vivre avec leur père qui s'est remarié.   
Lorsque leur père meurt en 1937, les deux orphelines sont prises en charge par le système de protection sociale et vivent dans des familles d'accueil. Rosa Guy quitte l'école à l'âge de 14 ans et prend un emploi dans une usine de confection pour subvenir à ses besoins et à ceux de sa sœur. Elle s'implique dans l'International Ladies' Garment Workers' Union. En 1941, elle rencontre et épouse Warner Guy. Pendant que son mari sert dans l'armée pendant la Seconde Guerre mondiale, elle continue à travailler à l'usine. En 1942, elle met au monde son fils Warren Guy, Jr.
Après la guerre, Rosa Guy s'installe au Connecticut avec son mari et son fils. Cinq ans plus tard, ils divorcent et elle retourne vivre et travailler à New York. Guy fait partie des fondateurs de la Harlem Writers Guild (en) en 1950. Outre ses propres travaux d'écriture, elle utilise son influence pour encourager les écrivains afro-américains à publier.  
Rosa Guy meurt d'un cancer en 2012 chez elle, dans l'Upper West Side de Manhattan, à l'âge de 89 ans,. Sa nécrologie figure dans The Socialite who Killed a Nazi with Her Bare Hands: And 144 Other Fascinating People who Died this Year (« La Femme de la haute société qui a tué un nazi à mains nues et 144 autres personnalités fascinantes qui sont mortes cette année »), une collection de nécrologies du New York Times publiée en 2012.

## Carrière

### Théâtre
En 1941, tandis qu'elle travaille à l'usine, un collègue la présente à l'American Negro Theatre (en), où elle étudie le théâtre, en compagnie, entre autres, d'Harry Belafonte, Ruby Dee et Sidney Poitier,. En 1954, Guy écrit et joue dans sa pièce en un acte, Venetian Blinds, qui est produite avec succès à l'Off-Broadway au Tropical Theatre,.

### Communautés d'écrivains
En 1950, avec le romancier John Oliver Killens, le Dr John Henrik Clarke, Willard Moore et Walter Christmas, Rosa Guy forment un forum alternatif, d'abord nommé Harlem Writers Club, puis la Harlem Writers Guild (en) (HWG),. Son objectif est « de développer et d'aider les auteurs de la diaspora africaine à publier leurs ouvrages ». Ses membres comptent, outre les fondateurs, Maya Angelou, Paule Marshall, Audre Lorde, Alice Childress, Ossie Davis, Ruby Dee, Louise Meriwether et Douglas Turner Ward. La Guilde est très influente : elle publie plus de la moitié des écrivains afro-américains à succès entre 1950 et 1971. Dans les années 1960, elle prend part au Black Arts Movement,.  
Guy est également membre d'une organisation littéraire nationaliste noire, On Guard for Freedom, fondée par Calvin Hicks, dans le Lower East Side de New York. Les autres membres sont LeRoi Jones, Sarah E. Wright et Harold Cruse. On Guard est active dans le domaine politique. L'organisation soutient le chef de la libération congolaise Patrice Lumumba. Lorsque celui-ci est assassiné en 1961, Guy fait partie du groupe qui fait irruption au siège des Nations unies, interrompt le discours d'Adlai Stevenson et entame un sit-in sur place. On Guard proteste la même année contre l'invasion de la Baie des Cochons à Cuba, soutenue par les États-Unis.    

### Publications
Deux histoires de Rosa Guy, Magnify et Carnival, paraissent dans le journal de Trinidad, The Nation en 1965. L'année suivante, son premier roman, Bird at My Window, est publié. Il relate les conditions de vie désespérantes, dans le Harlem des années 1950, d'un jeune noir confronté à la pauvreté et à la violence. Le livre est dédié à la mémoire de Malcolm X. 
Maya Angelou, qui est une amie de plus de 50 ans de Rosa Guy décrit son travail littéraire en ces termes :

« Elle n'est jamais effrayée par la vérité. Des écrivains dépeignent la vérité dans un langage élégant et de ce fait, elle paraît moins flagrante, moins dure, moins brutale. Mais la vérité ne fait pas peur à Rosa »

Après l'assassinat de Malcolm X en 1965 l'assassinat de Martin Luther King en 1968, Guy entreprend d'enregistrer les voix de jeunes Noirs américains dans un documentaire de 1970 intitulé Children of Longing. Il contient des récits de première main sur les expériences et les aspirations des jeunes « grandissant dans un monde hostile »,. Après la publication de ces œuvres, elle voyage dans les Caraïbes, vivant quelque temps en Haïti et à Trinidad.
La plupart des livres de Rosa Guy portent sur la solidarité des membres de la famille et des amis, qui se soucient de leur entourage et ont de l'affection les uns pour les autres. Sa trilogie de romans jeunesse — The Friends (1973), Ruby (1976) et Edith Jackson (1978) — est basée sur ses expériences personnelles. Ils racontent les obstacles rencontrés par de nombreux jeunes Afro-Américains qui grandissent à New York avec peu ou pas d'argent ou de soutien de la famille,. Ruby raconte l'histoire d'une jeune fille en quête d'amour et d'amitié. Elle les trouve auprès de Daphne Duprey, permettant aux deux filles une nouvelle vision des relations et de l'amour. Cette histoire relate une relation homosexuelle, sujet tabou dans la littérature jeunesse de l'époque,.
Le roman de Guy My Love, My Love: Or, The Peasant Girl (1985) est décrit comme la réécriture Caribéenne du récit de Hans Christian Andersen, La Petite Sirène, « avec un accent shakespearien de Roméo et Juliette ». Dans l'histoire, Desiree est une belle paysanne qui tombe amoureuse d'un beau garçon de la classe supérieure dont elle a sauvé la vie. Sa famille n'approuve pas Désiree, car elle est trop noire et trop pauvre pour leur fils qui sera roi. Les concepts de sacrifice et d'amour pur règnent tout au long du roman. Il est adapté en comédie musicale à Broadway, Once on This Island, par Lynn Ahrens pour le livret et les chansons et Stephen Flaherty pour la musique. Le spectacle est joué pendant un an, de 1990 à 1991. Il est ensuite repris en décembre 2017 au Circle in the Square Theatre. Il remporte le Tony Award de la meilleure reprise d'une comédie musicale 2018,.

## Prix
- 1973 : The New York Times Outstanding Book of the Year citation, pour The Friends[24]
- 1979 : le prix Children's Literature Association's Phoenix pour The Disappearance[14]
- 1982 : le prix American Library Association's Best Book pour jeunes adultes pour Mother Crocodile: An Uncle Amadou Tale from Senegal, et le prix Coretta Scott King pour l'illustration[24]
- 2018 : Tony Award de la meilleure reprise d'une comédie musicale pour Once on This Island[23]

## Publications
- (en) Bird at My Window (préf. Sandra Adell), Minneapolis, Coffee House Press, 2001 (1re éd. 1966, London, Souvenir Press), 220 p. (ISBN 1-56689-111-6, présentation en ligne)
- (en) Children of Longing, Holt McDougal, 1971 (1re éd. 1970, New York, Holt, Rinehart), 140 p. (ISBN 0-03-080281-4)
- (en) The Friends, Laurel Leaf, 1995 (1re éd. 1973, New York, Holt, Rinehart & Winston), 186 p. (ISBN 0-440-22667-8, présentation en ligne)
- (en) Ruby, Laurel Leaf, 1991 (1re éd. 1976, New York, Viking Press), 186 p. (ISBN 0-440-21130-1, présentation en ligne)
- (en) Edith Jackson, Viking Books for Young Readers, 1978, 187 p. (ISBN 0-670-28906-X, présentation en ligne)
- (en) The Disappearance, Laurel Leaf, 1991 (1re éd. 1979, New York, Delacorte), 256 p. (ISBN 0-440-92064-7, présentation en ligne)
- (en) Mirror Of Her Own, New York, Delacorte Press, 1981 (ISBN 0-385-28636-8)
- (en) Mother Crocodile : An Uncle Amadou Tale from Sengal (ill. John Steptoe, une traduction de Maman-Caïman de Birago Diop, 1961), Bantam Doubleday Dell Publishing Group, 1996 (1re éd. 1988) (ISBN 0-440-91104-4, présentation en ligne)[25]
- (en) New Guys Around the Block, Just Us Books, 2006 (1re éd. 1983, New York, Henry Holt), 204 p. (ISBN 1-933491-05-1, présentation en ligne)
- (en) A Measure of Time, Virago Press Ltd, 1984 (1re éd. 1983, New York, Henry Holt), 368 p. (ISBN 0-86068-521-7)
- Paris, Pee Wee and Big Dog (ill. Caroline Binch), Puffin Story Books, 1986 (1re éd. 1984, Londres, Gollancz), 119 p. (ISBN 0-14-031992-1, présentation en ligne)
- (en) My Love, My Love, or The Peasant Girl, Coffee House Press, 2002 (1re éd. 1985, New York, Holt, Rinehart & Winston), 168 p. (ISBN 1-56689-131-0, présentation en ligne)
- (en) And I Heard a Bird Sing, Delacorte Books for Young Readers, 1987, 232 p. (ISBN 0-385-29563-4, présentation en ligne)
- (en) The Ups and Downs of Carl Davis III, Bantam Doubleday Dell Publishing Group, 1992 (1re éd. 1989, Delacorte), 113 p. (ISBN 0-440-40744-3, présentation en ligne)
- (en) Billy the Great Child, Londres, Gollancz, 1991
- (en) The Music of Summer, Delacorte Books for Young Readers, 1992, 180 p. (ISBN 0-385-30599-0, présentation en ligne)
- (en) The Sun, The Sea, A Touch of the Wind, Goodreads Press, 2017 (1re éd. 1995, New York, EP Dutton) (présentation en ligne)